# Bahnstrecke Neupetershain–Hoyerswerda
| Streckenführung über den Überleitkanal Sabrodter See/Blunoer See |                                     |                                   |                                   |
| Streckennummer (DB): | 6593                                |                                   |                                   |
| Kursbuchstrecke (DB): | 154a (1934) 178n (1946) 162v (1966) |                                   |                                   |
| Streckenlänge: | 23,78 km                            |                                   |                                   |
| Spurweite: | 1435 mm (Normalspur)                |                                   |                                   |
| Maximale Neigung: | 6,21 ‰                              |                                   |                                   |
| Minimaler Radius: | 400 m                               |                                   |                                   |
| |                                     |                                   |                                   |
| \| \| \| von Cottbus \| \| \| \| 0,00 \| Neupetershain \| Neupetershain \| \| \| \| nach Großenhain \| \| \| \| 3,4 \| Anst Flugplatz Welzow \| Anst Flugplatz Welzow \| \| \| 4,16 \| Welzow \| Welzow \| \| \| 8,57 \| Proschim-Haidemühl \| Proschim-Haidemühl \| \| \| \| nach Spremberg West \| \| \| \| 12,05 \| von Sornoer Buden und von Sabrodt \| von Sornoer Buden und von Sabrodt \| \| \| 12,18 \| Bluno \| Bluno \| \| \| 19,35 \| Bergen (Kr Hoyerswerda) \| Bergen (Kr Hoyerswerda) \| \| \| \| von Roßlau \| \| \| \| 23,78 \| Hoyerswerda \| Hoyerswerda \| \| \| \| nach Węgliniec \| \| \| \| \| nach Bautzen \| \| |                                     |                                   |                                   |
| Strecke |                                     | von Cottbus                       | von Cottbus                       |
| Haltepunkt / Haltestelle | 0,00                                | Neupetershain                     | Neupetershain                     |
| Abzweig ehemals geradeaus und nach rechts |                                     | nach Großenhain                   | nach Großenhain                   |
| Abzweig geradeaus und von rechts (Strecke außer Betrieb) | 3,4                                 | Anst Flugplatz Welzow             | Anst Flugplatz Welzow             |
| Bahnhof (Strecke außer Betrieb) | 4,16                                | Welzow                            | Welzow                            |
| Bahnhof (Strecke außer Betrieb) | 8,57                                | Proschim-Haidemühl                | Proschim-Haidemühl                |
| Abzweig geradeaus und nach links (Strecke außer Betrieb) |                                     | nach Spremberg West               | nach Spremberg West               |
| Abzweig geradeaus, von links und von rechts (Strecke außer Betrieb) | 12,05                               | von Sornoer Buden und von Sabrodt | von Sornoer Buden und von Sabrodt |
| Bahnhof (Strecke außer Betrieb) | 12,18                               | Bluno                             | Bluno                             |
| Haltepunkt / Haltestelle (Strecke außer Betrieb) | 19,35                               | Bergen (Kr Hoyerswerda)           | Bergen (Kr Hoyerswerda)           |
| Abzweig ehemals geradeaus und von rechts |                                     | von Roßlau                        | von Roßlau                        |
| Bahnhof | 23,78                               | Hoyerswerda                       | Hoyerswerda                       |
| Abzweig ehemals geradeaus und nach links |                                     | nach Węgliniec                    | nach Węgliniec                    |
| Strecke (außer Betrieb) |                                     | nach Bautzen                      | nach Bautzen                      |

Die Bahnstrecke Neupetershain–Hoyerswerda war eine Nebenbahn in der Niederlausitz. Sie verlief von Neupetershain über Welzow nach Hoyerswerda.

## Geschichte

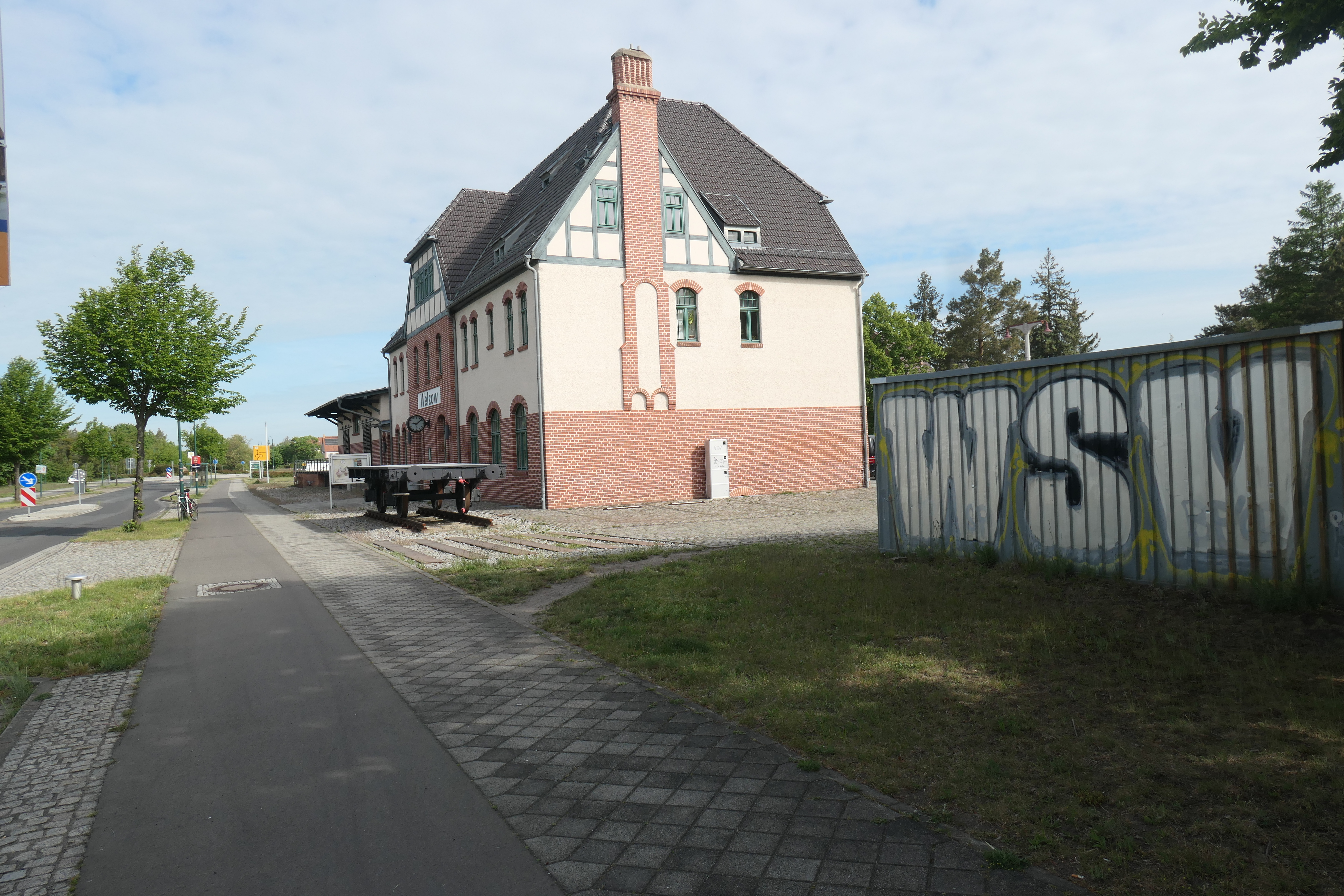
Ehemaliges Bahnhofsgebäude in Welzow (2025)

Der Bau der Strecke wurde im Jahr 1902 bewilligt. Die Eröffnung erfolgte am 1. Juli 1907. Um 1936 erhielt der in der Nähe von Welzow gelegene Flugplatz einen Gleisanschluss. Hauptsächlich verkehrten hier bis 1945 Wittfeld-Akkumulatortriebwagen.
Die weitere Geschichte ist eng mit dem Braunkohlenbergbau verknüpft. In den 1950er Jahren wurden nördlich von Bluno zwei Verbindungskurven zur neu gebauten Bahnstrecke Knappenrode–Sornoer Buden gebaut. Anschließend wurde die durchgehende Strecke zwischen Bluno und Proschim-Haidemühl unterbrochen. Die Züge Neupetershain–Hoyerswerda verkehrten fortan einige Zeit nicht mehr über Welzow und Proschim-Haidemühl, sondern ohne Halt über Sornoer Buden. 1961 wurden diese Züge wieder eingestellt. Auf dem Südabschnitt zwischen Bluno und Hoyerswerda verblieben einige wenige Reisezüge nach Schwarze Pumpe.
1967 stellte die Deutsche Reichsbahn den Reiseverkehr ein. Der Abschnitt zwischen Hoyerswerda und Bluno wurde stillgelegt und abgebaut. Das verbliebene Stück von Neupetershain nach Welzow diente bereits seit 1960 nur dem Güterverkehr und wurde am 31. Dezember 1994 stillgelegt. Heute erinnern viele Relikte an die Strecke. Das Bahnhofsgebäude in Welzow ist erhalten, der Abschnitt von Welzow bis Bluno wird als Bahntrassenradweg verwendet.